# 岐阜県立飛騨神岡高等学校
岐阜県立飛騨神岡高等学校（ぎふけんりつ ひだかみおかこうとうがっこう、英: Gifu Prefectural Hida Kamioka High School）は、岐阜県飛騨市神岡町小萱にある公立の高等学校。
所在地である旧・神岡町の中学校（神岡中学校・山之村中学校）と連携型中高一貫教育を行っている。

## 設置学科
- 総合学科（2年次から下記の3系列に分かれる）
  - 文理系列
  - ビジネス会計系列
  - 工業技術系列（2021年度入学生のみ機械・電気の2系列に分かれる）

## 沿革
- 1997年（平成9年）4月1日 - 岐阜県立船津高等学校と神岡町立神岡工業高等学校が統廃合し、岐阜県立飛騨神岡高等学校が開校。校舎は旧船津高等学校校舎を使用[1][2]。
- 1998年（平成10年）
  - 10月1日 - 校訓制定。
  - 10月14日 - 「ゼミナール棟」及び「アスレチック棟」竣工式挙行。
- 1999年（平成11年）1月22日 - 校歌制定。
- 2001年（平成13年）9月14日 - 体育館耐震補強工事終了。
- 2004年（平成16年）12月20日 - 特別棟耐震補強工事終了。
- 2005年（平成17年）4月1日 - 文部科学省より「豊かな体験推進事業」（小・中・高連携）の研究指定を受ける（3年間）。
- 2007年（平成19年）6月10日 - 「青雲寮」女子棟完成。
- 2009年（平成21年）
  - 4月1日 - 総合学科の系列を改編。
  - 11月13日 - 暖房設備改修工事終了。
- 2011年（平成23年）
  - 4月1日 - 飛騨市立神岡中学校・飛騨市立山之村中学校と連携型の中高一貫教育の開始。
  - 9月15日 - 本館管理棟耐震補強工事終了。
- 2013年（平成25年）4月1日 - ステップアップカリキュラム研究開発推進事業の指定を受ける。
- 2016年（平成28年）
  - 2月2日 - ボイラー棟耐震補強工事終了。
  - 4月1日 - 魅力ある高校づくりの推進事業の指定を受ける（2016年 - 2018年度までの3年間指定）。
- 2017年（平成29年）
  - 3月21日 - 3階渡り廊下他改修工事終了。
  - 9月29日 - 「魅力ある高校づくり推進事業」から「活力ある高校づくり推進事業」へと名称変更。
- 2018年（平成30年）
  - - ロボット部に携わる者についての県外からの受験を認める。
  - 4月1日 - 学校運営協議会を設置し、コミュニティ・スクールとなる。
- 2019年（令和元年）8月23日 - ICT環境整備事業による普通教室へのプロジェクター・ホワイトボードの設置終了。
- 2020年（令和2年）1月31日 - 格技場改修工事終了。

## 部活動
- 運動部 - 野球、バレーボール（女）、バドミントン、スキー（アルペン）、バスケットボール、ソフトテニス（女）
- 文化部 - 吹奏楽、ロボット、文芸、美術、華道、茶道

## 校歌
作詞：校歌制定委員会・加藤翠、作曲：倉野昌三

## 所在地
〒506-1143 岐阜県飛騨市神岡町小萱2138番地2